# Алесио Черчи
Алесио Черчи (на италиански: Alessio Cerci) е италиански професионален футболист, който играе като крило или нападател във Милан и Националния отбор на Италия.

## Клубна кариера

### Рома
Започва професионалната си кариера във Рома през 2002 г. в младежката школа на отбора. На 16 май 2004 г. прави своя дебют в Серия А когато е още на 16 години. На 21 май 2005 г. подписва първия си професионален контракт с клуба. Не след дълго е даден под наем в отборите на Бреша, Пиза и Аталанта. През сезон 2009 – 2010 се завръща в Рома. Повече шансове за изява получава в турнира Лига Европа, в който вкарва първия си гол на европейската сцена срещу ЦСКА София в груповата фаза на турнира.

### Фиорентина
На 26 август 2010 г. Черчи подписва с отбора на Фиорентина. Прави дебюта си за „виолетовите“ на 29 август 2010 г. Там той записва 46 мача в Серия А и 12 отбелязани гола.

### Торино
На 23 август 2012 г. е продаден на Торино. Там той става бързо основен играч на отбора. В сезон 2013 – 14, Черчи става футболиста с най-много асистенции за сезона – 11, и отбелязва 13 попадения. Така става първият футболист в Серия А, който записва повече от 10 гола и асистенции в един сезон.

### Милан
През декември 2014 г. преминава в Милан, като част от бартерна размяна на играчи под наем с Фернандо Торес, преминал в състава на Атлетико Мадрид.

## Национален отбор
На 25 март 2013 г. прави своя дебют за Националния отбор на Италия в мач срещу Бразилия в тунира за Купата на конфедерациите, заменяйки Андреа Пирло.

## Успехи
С Италия:
- Купа на конфедерациите – бронзов медал – 2013 г.